# Marina Toribiong
Marina Rebeka Toribiong (née le 13 juin 1994) est une céiste de course en ligne palaoise.

## Carrière
Elle commence à pratiquer avec une pirogue à balancier puis le canoë à 14 ans. En 2015, elle est nommée par l'association nationale de canoë pour la Coupe du monde junior au Portugal. Comme il n'y a pas un seul kayak à Palau, elle est en préparation avec sa tante en Californie. Pendant deux mois, elle s'entraîne deux fois par jour à San Diego, à 60 km. Elle s'entraîne toute seule dans la baie Nikko.
Un an plus tard, elle réussit à obtenir une place de quota pour les Jeux olympiques d'été de Rio de Janeiro. Elle est la première céiste palaoise à participer aux Jeux olympiques.
Elle participe à l'épreuve féminine du K-1 200 mètres aux Jeux olympiques d'été de 2016 à Rio de Janeiro, où elle se classe 6e dans l'épreuve préliminaire et 8e en demi-finale. Elle ne se pas qualifie pour la finale. Elle améliore cependant son record personnel à 48 s 306.
Toribiong participe également à l'épreuve du K-1 500 mètres où elle termine à la 7e place de l'épreuve préliminaire. Elle n'est pas qualifiée pour les demi-finales. Elle améliore cependant son record personnel à 2 min 14 s 807. 
Elle prend part ensuite en octobre 2016 à la Coupe Micronésienne qu'elle remporte.